# Яковищенские Ключи
Яковищенские Ключи — деревня в Мошенском районе Новгородской области. Входит в состав Кировского сельского поселения.

## География
Деревня находится на левом берегу реки Удина.

### Часовой пояс
Деревня Яковищенские Ключи, как и вся Новгородская область, находится в часовой зоне МСК (московское время). Смещение применяемого времени относительно UTC составляет +3:00.

### Транспорт
На автобусной остановке «Яковищенские Ключи», находящейся в полукилометре от деревни, останавливается автобус № 135 «Автостанция Мошенское — Яковищи».

## История
Населённый пункт образовался в начале XX века после того, как около двух карстовых ключей, давших название деревне, была построена усадьба Логинова. Позднее, вода из двух яковищенских ключей была направлена на построенные поблизости водяные мельницы. Ключи соединены подземной рекой с карстовым озером Ямное в 12 км к северо-западу, входящим в государственный природный заказник «Карстовые озёра».
Во время Великой Отечественной войны в дерене был создан Яковищенский детский дом для сирот войны, среди его воспитанников были дети из районов Новгородской области, из Псковской и Курской областей, из Ленинграда. Детский дом размещался в двухэтажном деревянном здании, он проработал до 1966 года. Почти всё время существования детдома его директором был Александров Николай Александрович. В 1941 году он проходил срочную службу, в 1942 году был комиссован после ранения, работал учителем.
1 сентября 1968 года в Яковищенских Ключах был открыт памятник местным жителям, погибшим в годы Великой Отечественной войны. С 2020 года ведётся работа по восстановлению поимённого списка воевавших жителей окрестных деревень, как погибших, так и вернувшихся с войны.
До 2010 года деревня входила в состав упразднённого Осташевского сельского поселения.
Начиная с 2019 года у памятника в Яковищенских Ключах 9 мая проходит празднование Дня Победы с историческими мероприятиями.

## Население
| 2010 |
| ---- |
| 0    |